# Історія Республіки Ірландія
Історія Республіки Ірландія починається у 1858 році, коли було створено "Ірландське революційне братство" (ІРБ).
Організації ІРБ виникли у 1860-1970-х роках в Ірландії, Великій Британії, а також серед Ірландських емігрантів у США, Канаді, Австралії. Їх учасники називали себе феніями. Головною ціллю феніїв було створення незалежної Ірландської республіки шляхом таємно підготовленого озброєного повстання. Але розрізнені повстання, підняті феніями у березні 1867 року у різних графствах Ірландії, зазнали поразки. У 1870-1880-х роках фенії дедалі більше втягувалися у терористичну діяльність. Американська організація "Феніанське братство" влаштовувала набіги на Канаду.
До початку Першої світової війни боротьба між прихильниками Гомруля та юніоністами досягли апогею, і британський парламент ухвалив закон про автономію Ірландії, який мав набути чинності після закінчення війни через побоювання про виникнення громадянської війни. "Ірландські добровольці" розкололися: більша частина на чолі з лідером "Ірландської парламентської партії" (ІПП) Джоном Редмондом була готова погодитися з самоврядуванням і відправити на фронт світової війни 20 000 своїх членів, але 12 000 осіб, що залишили назву "добровольці", разом із лідерами ІРБ були згодні лише на повну незалежність. Їх керівник Йоін МакНіл, оголосив про протиборство заклику ірландців на фронт і допустимість збройного повстання заради незалежності. До "добровольців" приєдналися невелика, але більш бойова "Ірландська цивільна армія", лідер якої Джеймс Коннолі увійшов до керівництва ІРБ.
Навесні 1916 р. ІРБ готувало повстання в Дубліні, воно домовилося про постачання 20 000 рушниць та 10 кулеметів з німцями. Але за 3 дні до повстання судно "Aud", що перевозило зброю, було виявлено британським флотом та затоплено з екіпажем. Йоін МакНіл дізнався про майбутнє повстання в останню хвилину (і рщики з випорожненнями що це таке???). Проте думка ірландського суспільства про повстанців різко змінилася протягом наступних двох років. Спочатку це викликало обуренням з приводу страти 16 керівників, деяких із яких вважали лише співучасниками заколоту. У 1918 р. британський парламент ухвалив закон про військовий обов'язок. Радикал Імон де Валера проник у націоналістичну партію Шінн Фейн і став її лідером, вимоги партії змінилися з домініону до повного відділення та незалежності країни. Шинн Фейн боролася з ІПП на виборах до британського парламенту та здобула переконливу перемогу. Депутати вийшли з британського парламенту та створили національний ірландський парламент (Дойл Ерен), який оголосив про незалежність нової держави - Ірландської республіки. 10-тисячний контингент Ірландських добровольців був реорганізований парламентом у національне військо, яке отримало назву "Ірландська республіканська армія" (ІРА).
У 1919 році Ірландська республіканська армія розгорнула активні бойові дії проти англійських військ та поліції. 15-27 квітня 1919 року на території однойменного графства існує республіка Радянський Лімерік. Було створено Ірландську Республіку, яка включила всю територію острова.
У грудні 1921 року було підписано мирний договір між Великою Британією та Ірландією. Ірландія набула статусу домініону (так звана Ірландська Вільна держава). Винятком стали шість найбільш розвинених у промисловому відношенні північно-східних графств (Північна Ірландія) з величезним переважанням протестантів, які залишилися у складі Сполученого Королівства. Проте Велика Британія зберігала біля Ірландії військові бази, декларація про отримання "викупних" платежів за колишні володіння англійських лендлордів. 
Ірландська Республіка була заснована 6 грудня 1922 року і в той час отримала назву Ірландської вільної держави. За договором та конституцією Ірландської вільної держави, нова держава погоджувалася на поділ острова та присутність британських збройних сил та набувала статусу Канади, на той час домініону Британії. Цей статус означав, що ірландські члени парламенту мали приносити присягу вірності короні, а, по закону король чи його представник в Ірландії, генерал-губернатор, мав право розпуску уряду чи відхилення законів, прийнятих ірландським парламентом. Ці монарші права вважалися чисто формальним у всіх частинах Британської імперії, включаючи Канаду, проте дуже дратували Ірландських республіканців. Після схвалення конституції ірландським тимчасовим урядом у 1922 р. почалася жорстока громадянська війна між прихильниками та противниками нового статусу країни. Лідером опозиції був Імоном де Валера, відомий у минулому республіканський лідер. Були сформовані воєнізовані групи, що отримали назву Ірландської республіканської армії (ІРА).
Такі видні постаті як Майкл Коллінз, Річард Мулкахі, Оунг О'Даффі стали на бік новоствореної Ірландської вільної держави, зайнявши важливі пости в "Національній армії", решта повернула зброю проти колишніх соратників. Проте національна армія, посилена британською підтримкою, виявилися сильнішою, і 24 травня 1923 року Френк Айкен наказав скласти зброю. Війна закінчилася повною перемогою армії Ірландської вільної держави у квітні 1923. Під час війни країна втратила двох своїх найшанованіших лідерів - Артура Гріффіта (що підписав договір) та Майкла Коллінза. За конституцією Ірландської вільної держави країна мала парламентську форму правління. Перші вибори до парламенту виграли республіканці, які виступали за договір, які згодом заснували партію Куманн на Гаедхал. Ця партія сформувала новий уряд на чолі з прем'єр-міністром Вільямом Косгрейвом, який зумів вивести країну зі стану громадянської війни і залишився при владі до 1932 року. 
Імон де Валера, який не прийняв у 1922 р. утворення Ірландської вільної держави, став прем'єр-міністром у 1932. У 1925 він відійшов від екстремізму, а в 1926 заснував партію Фіанна Файл. У 1927 році він та інші члени чиєї партії принесли присягу вірності королю і стали членами парламенту. Після виборів 1932 року Фіанна Файл мала найбільшу фракцію в палаті представників і за підтримки лейбористів сформувала уряд. Фіанна Файл залишалася при владі до 1948 року. Період з 1932 до 1939 був ознаменований продовженням політики культурної ізоляції. Так, в 1933 було введено високе мито на ввезення іноземної періодики, а в 1935 заборонено торгівлю контрацептивами. У новій конституції 1937 р. у складанні якої брав участь прем'єр-міністр, містилися специфічно католицькі положення, зокрема забороняли розлучення. Уряд Де Валера усунув із конституції всі місця, де йшлося про зв'язок Ірландії з Великою Британією, зокрема вимога присяги на вірність королю. У 1937 була прийнята нова, дійсно республіканська конституція, в якій замість посади генерал-губернатора вводиться пост президента, який обирає населення країни. Стаття 2 конституції стверджувала, що територією Ірландії є весь острів Ірландія, проте стаття 3 визнавала, що юрисдикція Ірландської держави поширюється, аж до моменту об'єднання, лише на 26 графств. У червні 1938 року першим президентом Ірландії став Дуглас Хайд, кандидатура якого була підтримана всіма партіями. Хайд був засновником Гаельської ліги в 1893, році і користувався загальною повагою за свої націоналістичні погляди. Де Вале( з цих слів можна зрозуміти, що стаття не закінчена ???)